# ウスチ・イジョラ

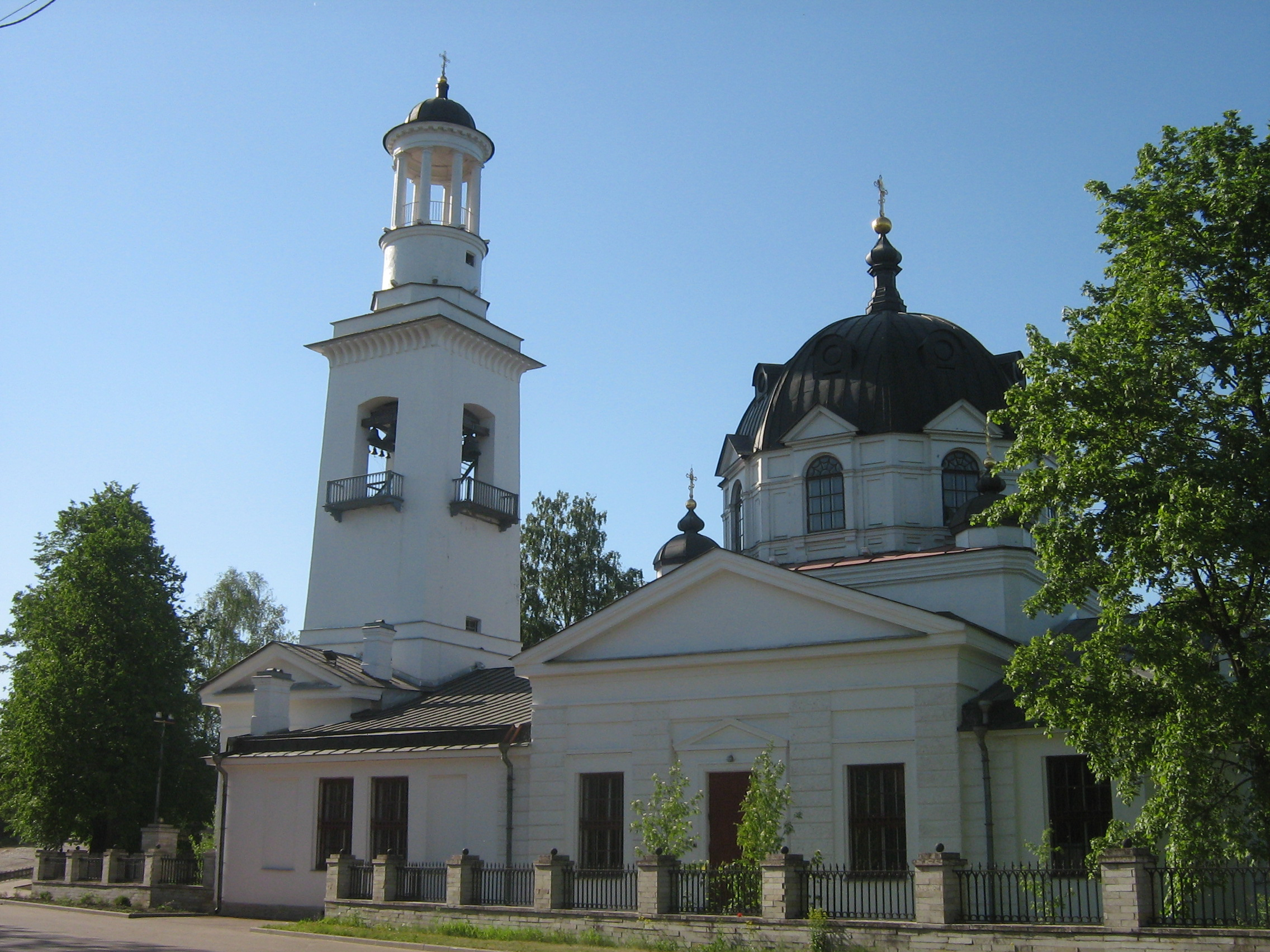
アレクサンドル・ネフスキー大聖堂

ウスチ・イジョラ(ロシア語:  Усть-Ижо́ра)は、サンクトペテルブルク市の管轄下にある村。サンクトペテルブルク南東のイジョラ川とネヴァ川の合流地点にあり、人口は2010年調査で1354人。
町は1240年にネヴァ川の戦いがあった場所にあるとされ、この戦いにおいてノヴゴロド公アレクサンドル・ヤロスラヴィチ（アレクサンドル・ネフスキー）はわずかな軍を率いスウェーデン軍に大勝し、そのさらなる南進を防いだ。年代記によるとアレクサンドルの軍隊はスウェーデン軍の船を3隻襲い沈め、彼自身も剣をふるい敵将ビルゲルを負傷させた。
戦功を上たアレクサンドルはアレクサンドル・ネフスキーと呼ばれるようになり英雄として讃えられた。ロシア正教会は後に彼を列聖し、サンクトペテルブルクの守護聖人にもなっている。市内にはこの戦いとアレクサンドル・ネフスキーを記念した聖堂が1799年に建てられている。